# Campionato Sammarinese di Calcio 2009/2010
Campionato Sammarinese di Calcio (San Marinos fotbollsmästerskap) säsongen 2009/2010, är den tjugofemte sedan starten. Säsongen startade i september 2009 och avslutades i maj 2010. Sänsongen vanns av Tre Fiori som därmed behöll vinnartiteln sedan den tidigare säsongen. I finalen mötte de S.P. Tre Penne.

## Tävlande lag
Eftersom det inte finns några högre eller lägre ligor så är det samma lag som spelade i säsongen 2008/2009. Namnet inom parentes visar vilken stad/ort laget kommer från.
- S.P. Cailungo (Borgo Maggiore)
- S.S. Cosmos (Serravalle)
- F.C. Domagnano (Domagnano)
- S.C. Faetano (Faetano)

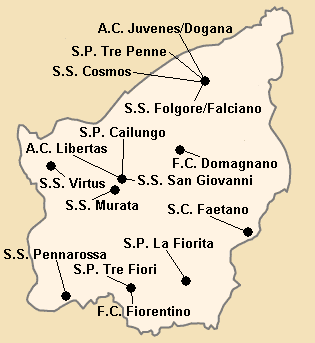
Karta som visar varifrån de olika lagen kommer.

- S.S. Folgore Falciano Calcio (Serravalle)
- F.C. Fiorentino (Fiorentino)
- A.C. Juvenes/Dogana (Serravalle)
- S.S. Pennarossa (Chiesanuova)
- S.P. La Fiorita (Montegiardino)
- AC Libertas (Borgo Maggiore)
- S.S. Murata (San Marino)
- S.S. San Giovanni (Borgo Maggiore)
- S.P. Tre Fiori (Fiorentino)
- S.P. Tre Penne (Serravalle)
- S.S. Virtus (Acquaviva)

## Arenor
Varje match spelades på en slumpvis vald arena av de nedanstående:
- Stadio Olimpico (Serravalle)
- Campo di Fiorentino (Fiorentino)
- Campo di Acquaviva (Chiesanuova)
- Campo di Dogana (Serravalle)
- Campo Fonte dell'Ovo (Domagnano)
- Campo di Serravalle "B" (Serravalle)

## Resultat

### Grupp A
| Position | Lag             | Spelade | Vinster | Oavgjorda | Förluster | Antal gjorda mål | Antal insläppta mål | Målskillnad | Poäng | Kvalificering/Nedflyttning |
| -------- | --------------- | ------- | ------- | --------- | --------- | ---------------- | ------------------- | ----------- | ----- | -------------------------- |
| 1        | Cosmos          | 21      | 11      | 5         | 5         | 32               | 24                  | +8          | 38    | Playoff                    |
| 2        | Domagnano       | 21      | 10      | 7         | 4         | 32               | 21                  | +11         | 37    | Playoff                    |
| 3        | Juevenes/Dogana | 21      | 10      | 6         | 5         | 34               | 20                  | +14         | 36    | Playoff                    |
| 4        | Murata          | 21      | 9       | 6         | 6         | 35               | 21                  | +14         | 33    |                            |
| 5        | La Fiorita      | 21      | 8       | 8         | 5         | 33               | 30                  | +3          | 32    |                            |
| 6        | Virtus          | 21      | 7       | 5         | 9         | 27               | 29                  | -2          | 26    |                            |
| 7        | Cailungo        | 21      | 2       | 3         | 16        | 12               | 43                  | -31         | 9     |                            |
| 8        | San Giovanni    | 21      | 1       | 5         | 15        | 18               | 50                  | -32         | 8     |                            |

### Grupp B
| Position | Lag        | Spelade | Vinster | Oavgjorda | Förluster | Antal gjorda mål | Antal insläppta mål | Målskillnad | Poäng | Kvalificering/Nedflyttning |
| -------- | ---------- | ------- | ------- | --------- | --------- | ---------------- | ------------------- | ----------- | ----- | -------------------------- |
| 1        | Tre Penne  | 20      | 15      | 3         | 2         | 55               | 22                  | +33         | 48    | Playoff                    |
| 2        | Faetano    | 20      | 12      | 4         | 4         | 41               | 20                  | +21         | 40    | Playoff                    |
| 3        | Tre Fiori  | 20      | 11      | 5         | 4         | 26               | 14                  | +12         | 38    | Playoff                    |
| 4        | Pennarossa | 20      | 9       | 7         | 4         | 30               | 25                  | +5          | 34    |                            |
| 5        | Libertas   | 20      | 3       | 10        | 7         | 22               | 29                  | -7          | 19    |                            |
| 6        | Fiorentino | 20      | 4       | 1         | 15        | 17               | 45                  | -28         | 13    |                            |
| 7        | Folgore    | 20      | 2       | 5         | 13        | 21               | 42                  | -21         | 11    |                            |